# Ne t'endors pas
Pour plus de détails, voir Fiche technique et Distribution.
Ne t'endors pas (Before I Wake) est un film d'horreur américain réalisé par Mike Flanagan sorti en 2016.

## Synopsis
Après avoir perdu leur unique enfant, un couple, Mark et Jessie Hobson, adoptent un petit garçon orphelin, Cody. Dès les premiers jours, ils remarquent d'étranges phénomènes lorsque ce dernier dort profondément. Ses rêves et cauchemars deviennent réels chaque nuit.

## Fiche technique
- Titre original : Before I Wake
- Titre français : Ne t'endors pas
- Réalisation : Mike Flanagan
- Scénario : Mike Flanagan et Jeff Howard
- Photographie : Michael Fimognari
- Montage : Mike Flanagan
- Musique : Danny Elfman et The Newton Brothers
- Production : Sam Englebardt, William D. Johnson et Trevor Macy
- Société(s) de distribution : Relativity Media et Netflix
- Pays d'origine :  États-Unis
- Langue : anglais
- Genre : horreur
- Durée : 97 minutes
- Dates de sortie : 
  -  États-Unis : 31 juillet 2016 (FanTasia)
  -  : 28 avril 2017 (Netflix)

## Distribution
- Kate Bosworth (VF : Chloé Berthier) : Jessie Hobbs
- Thomas Jane (VF : Bruno Choël) : Mark Hobbs
- Jacob Tremblay (VF : Andrea Santamaria) : Cody
- Annabeth Gish (VF : Josy Bernard) : Natalie Friedman
- Topher Bousquet : The Canker Man
- Dash Mihok (VF : Philippe Vincent) : Whelan
- Antonio Evan Romero : Sean
- Kyla Deaver : Annie
- Hunter Wenzel : Tate

Sources et légende : Version française (VF) selon le carton de doublage Netflix.